# アンスター・フィッツジェラルド

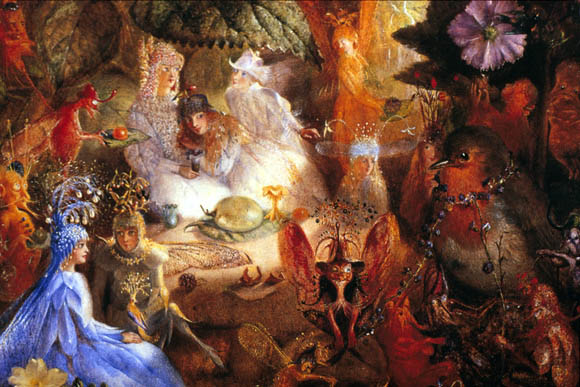
繋がれたクックロビン, フィッツジェラルド, 1864年頃

ジョン・アンスター・フィッツジェラルド（英: John Anster Fitzgerald、1819年 - 1906年）はビクトリア朝時代のイギリスの妖精画家、肖像画家である。彼は主に妖精の作品を描いたため“妖精のフィッツジェラルド”の愛称で呼ばれた。しかし彼の妖精の絵画の多くは悪鬼や悪魔等の暗いイメージが含まれており、薬物の使用が言及されている。そしてヒエロニムス・ボスとピーテル・ブリューゲルのシュールな悪夢の風景と比較された。
ランベスサリーによるとは彼の生誕年については色々な説があるが1819年生まれと言うのが最も有力で、祖先がアイルランド人である詩人ウィリアム・トーマス・フィッツジェラルドの息子だった。フィッツジェラルドは1849年にメアリー・アン・バーと結婚し、少なくとも4人の息子と娘を儲けた。
フィッツジェラルドは、アーティストとしての専門教育を受けていない独学であったが、彼の作品は、英国王立芸術院に1845年に最初に展示された。さらにブリティッシュ・インスティトゥーションと水彩画協会に出展された。また1850年代末期にイラストレイテド・ロンドン・ニュースにクリスマスの妖精のシリーズを作成した。
フィッツジェラルドはしばしば自分に作品に画題を正確に表さない表題を付けた。このため画商やコレクターは頻繁に絵の表題を代えた結果、彼の真作がどれであるかについて大きな混乱を引き起こした。フィッツジェラルドの作品の一部、例えば『パイプ・ドリーム』や『囚われの夢想者』のタイトルは、彼がビクトリア時代の麻薬の光景であるアヘンの巣窟に精通していたのではと推測される。
また、同時代の他の妖精画家のほとんどが文学作品や伝説を素材にしているのに対し、フィッツジェラルドは、"ほとんどすべての文学のテーマに基づかない純粋に個人的な幻想をもとに妖精の絵画を描いた。ここに示するマザー・グースの1編をもとにした『繋がれたクックロビン（和名：ヨーロッパコマドリ、駒鳥）』の様に彼の絵画は、しばしば鮮やかな特に色、赤、青、そして紫を使用した。彼はクックロビンをテーマとした『誰が駒鳥殺したの』、『巣を守るクックロビン』、『鳥の巣で眠る妖精』（これには小枝で作られた架台がつけられていた）等の多くの作品を描いた。
フィッツジェラルドは他の芸術家、そして、明らかに他の人間との関係は希薄だった。かれは主にロンドンのサベージ・クラブで過ごしたが、そこの仲間のメンバーたちは彼の死後の思い出話として、彼は旧世代の偉大な俳優のエドマンド・キーン、チャールズ・ケンブル、ウィリアム・チャールズ・マクリーディらの真似が得意であった、と語っている。
フィッツジェラルドの最後の作品は1902年に王立美術院の展示された『不思議の国のアリス』の絵画である。20世紀になるとフィッツジェラルドの妖精の絵の贋作が多数作られたが、科学分析の結果それらの絵画には現代の顔料が使用されている事から捏造が明らかとなった。